# ハシボソガラパゴスフィンチ
ハシボソガラパゴスフィンチ（学名：Geospiza difficilis）とは、フウキンチョウ科のダーウィンフィンチ類に属する鳥類の一種。血を吸う鳥（吸血鳥）として知られている。体重は平均20グラム。

## 分布
ガラパゴス諸島のフェルナンディナ島、サンチャゴ島、ピンタ島、ヘノベサ島、ダーウィン島、ウォルフ島

## 生態
フェルナンディナ島、サンチャゴ島、ピンタ島の湿気の多い高地で繁殖するが、残りの島々では乾燥した地帯に生息している。以前は他島でも高地に棲んでいたが、これらの島のなかで現在でも高地が生息場所となっているのは、イサベラ島のみである。
ダーウィン島とウォルフ島に生息するハシボソガラパゴスフィンチの亜種は、身体が大きく鳥の血を吸う習性を持ち、カツオドリの背後から突いて流れ出た血液を飲んだり卵を突いて食べることがあることから、血液を常食する唯一の鳥類とされる。それゆえ、血を吸う鳥（吸血鳥）として知られているが、他島に棲息している亜種は昆虫や植物の花や葉などを食べるため、血を吸うことはない。